# Sergueï Riazanski
Sergueï Nikolaïevitch Riazanski (en russe : Серге́й Николаевич Рязанский), né le 13 novembre 1974, est un cosmonaute russe vétéran de deux mission de longues durée sur l'ISS.

## Biographie
Diplômé de l'Université d'État de Moscou en 1996 avec une spécialité en biochimie, il a ensuite été recruté par l'Académie des sciences russe, à l'Institut d'étude des problèmes biomédicaux (IMBP). Il a été sélectionné comme cosmonaute en 2003 dans le groupe de médecin IMBP-6. Il fut le dernier cosmonaute sélectionné de cette manière. Son entrainement de base s'est terminé deux ans plus tard. En 2011, Riazanski a été transféré au groupe de cosmonautes TsPK (pilotes).
Du 31 mars au 14 juillet 2009, il a participé à la première mission (105 jours) du programme Mars500, simulant les conditions d'une mission vers Mars.
En juillet 2018, Riazanski prend sa retraite de son activité de cosmonaute afin de se consacrer pleinement à l'éducation.

## Vols réalisés

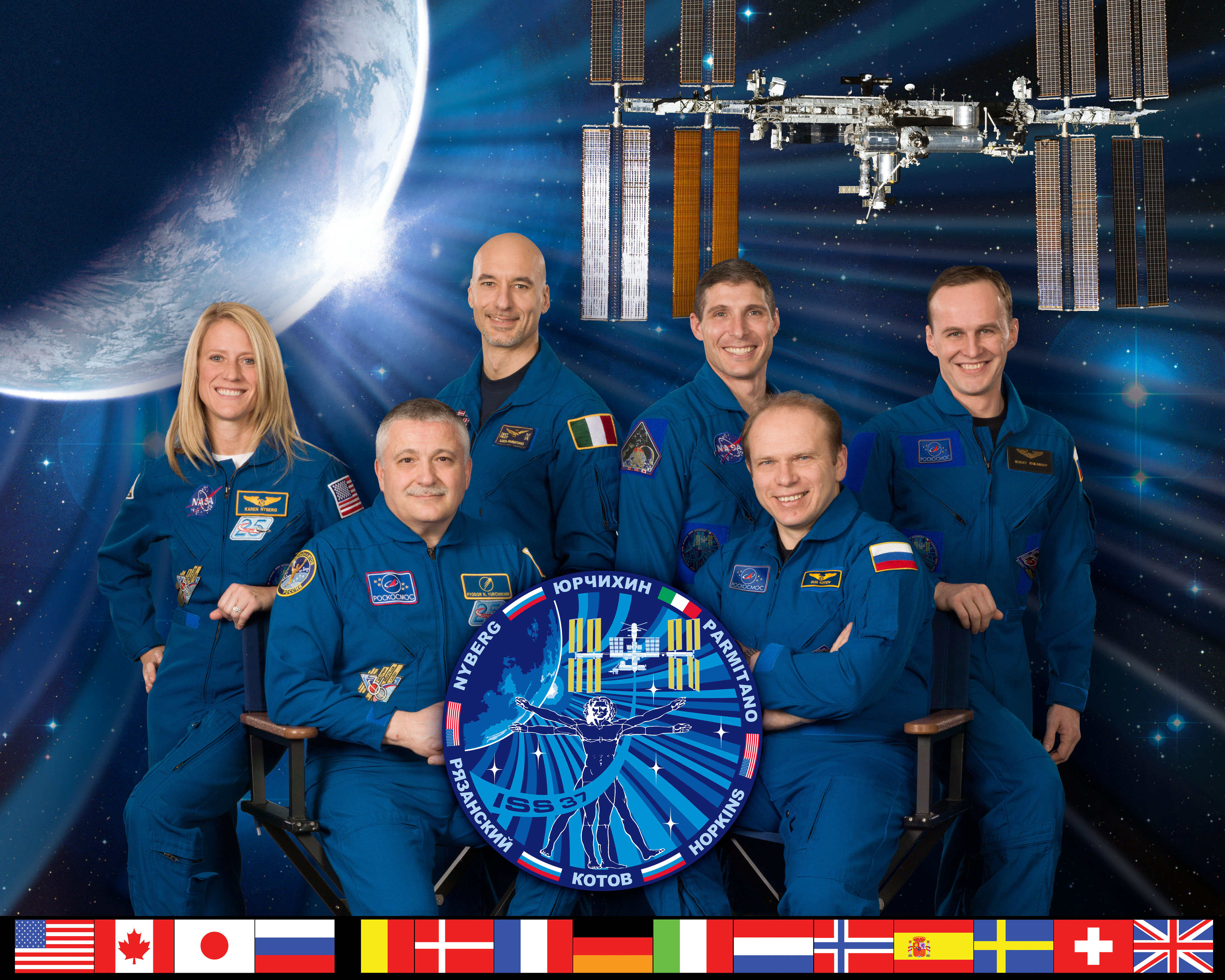
Membres de l'Expedition 37.

Le 25 septembre 2013, Sergueï Riazanski s'envole à bord de Soyouz TMA-10M, lancé en direction de la Station spatiale internationale, en tant que membre de l'expédition 37/38, avec Oleg Kotov et Michael Hopkins et revient sur Terre le 12 mars 2014. Il réalise 3 sorties extravéhiculaire (EVA) en compagnie de Kotov pour un total de 20 heures pendant cette mission.
Sergueï Riazanski s'envole ensuite à bord de Soyouz MS-05, le 28 juillet 2017 pour la Station spatiale internationale, en compagnie de l'Américain Randolph Bresnik et l'Italien Paolo Nespoli. Il est ingénieur de vol pour les expéditions 52 et 53 en tant qu'ingénieur de vol. Le 17 aout, il fait sa quatrième sortie dans l'espace avec Fiodor Iourtchikhine, qui dure 7 h 34 min.
Durant ses deux missions, Sergueï Riazanski est très actif sur les réseaux sociaux.

## Galerie

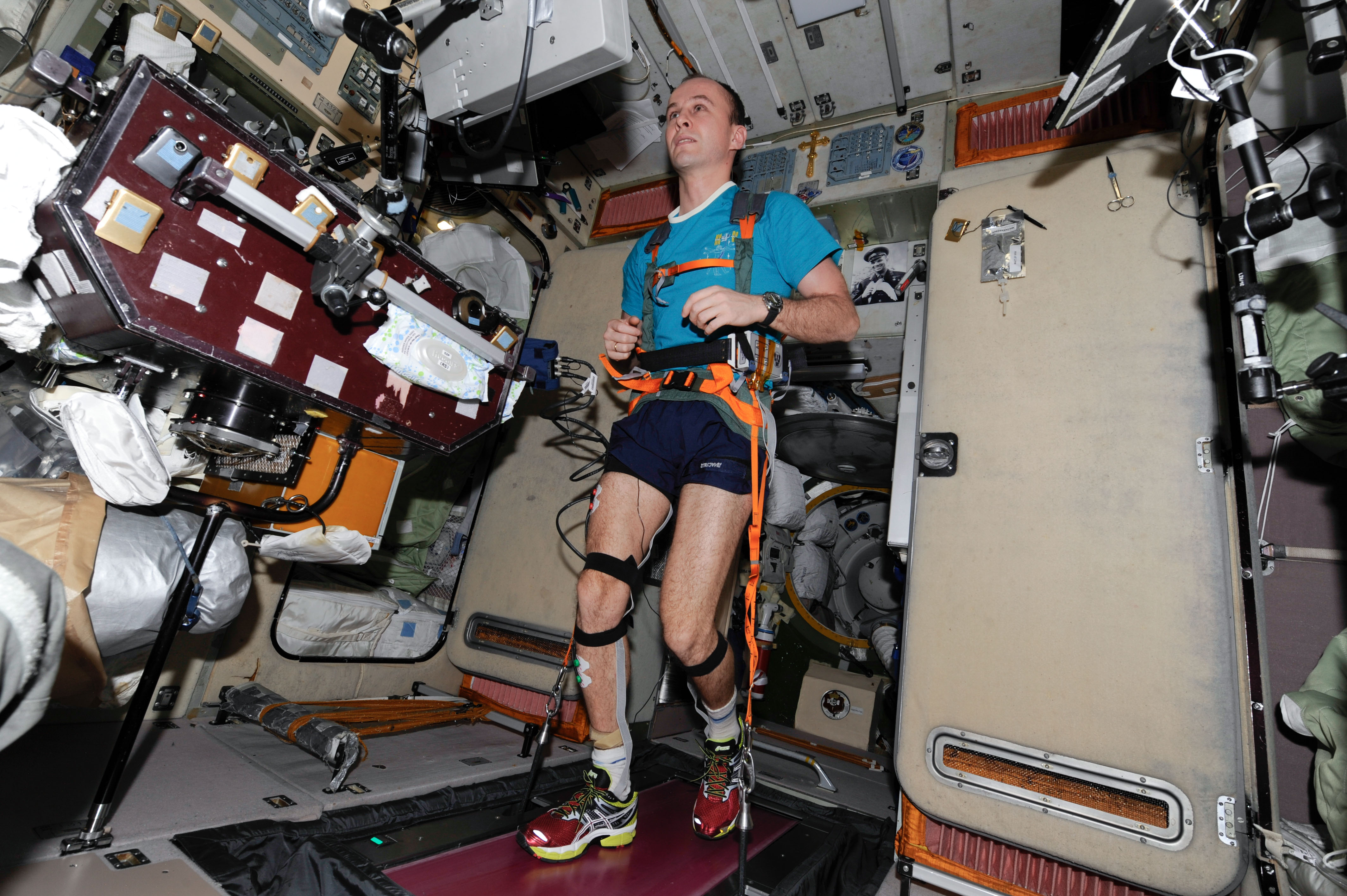
Le cosmonaute en train de faire du sport lors de l'expédition 38
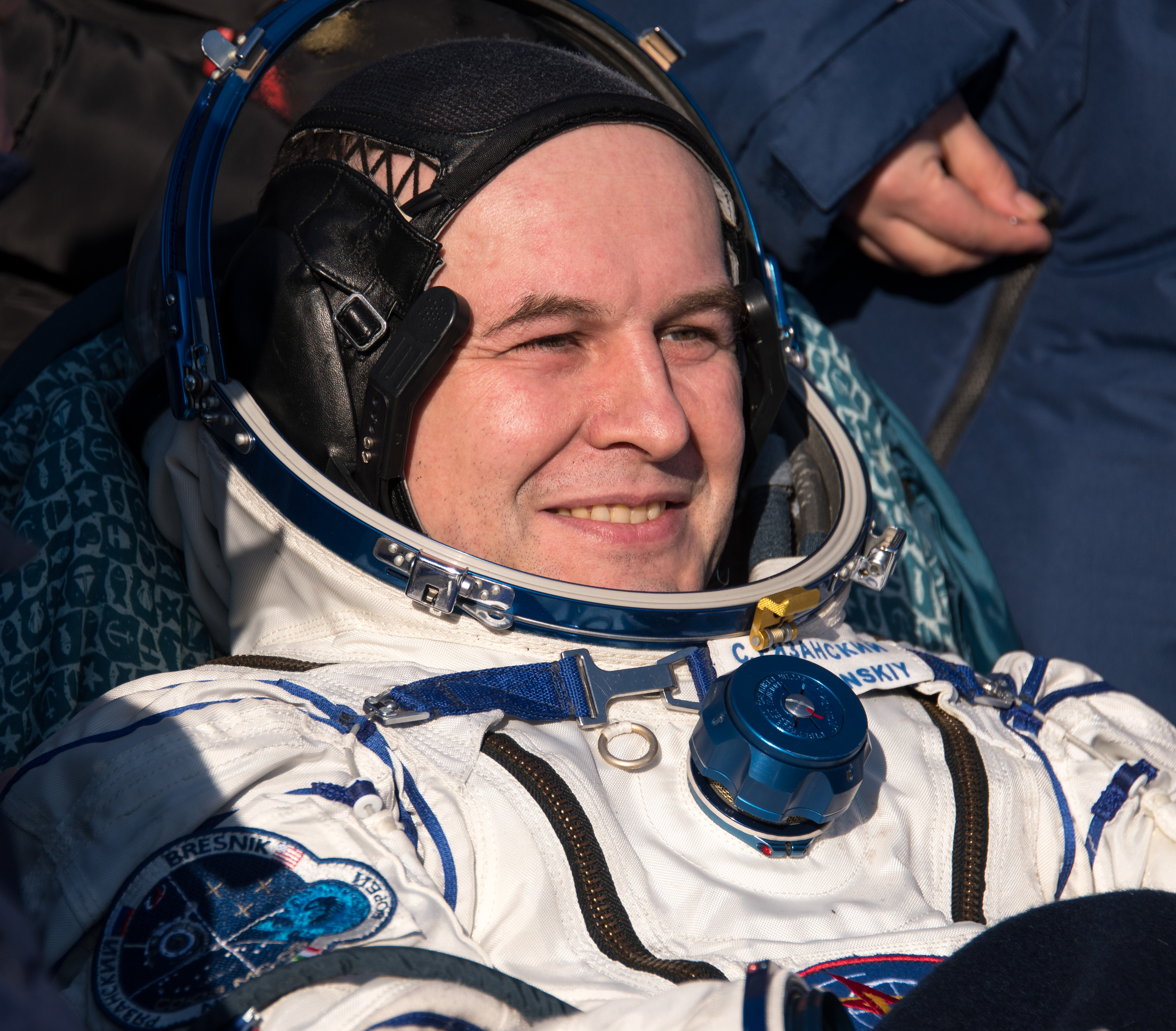
Riazanski est rentré dans les steppes kazakhes le 14 décembre 2017.
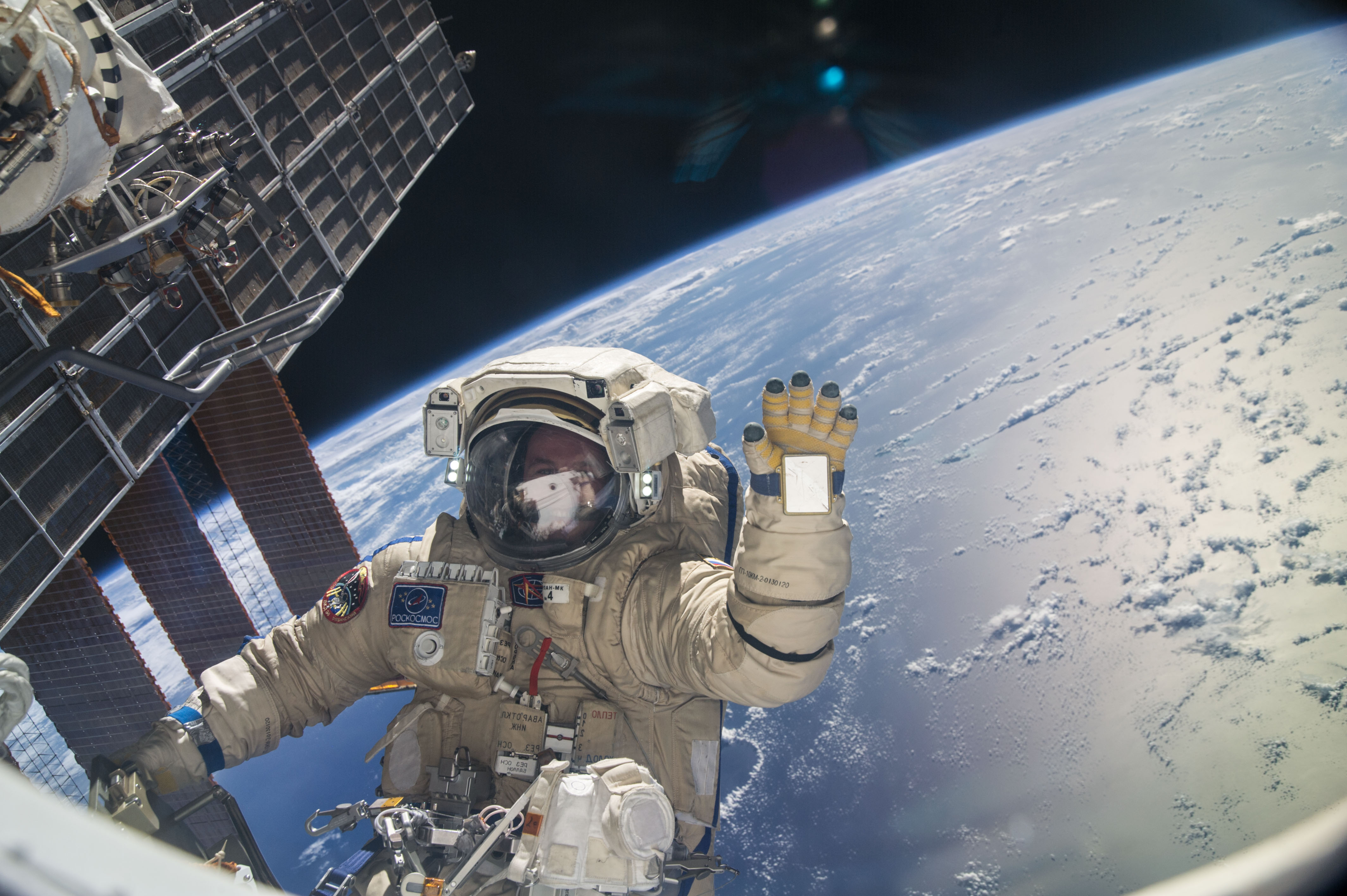
Lors de sa première sortie spatiale en 2013.